# Liste der Spieler der Major League Baseball mit mehr als 2500 Spielen

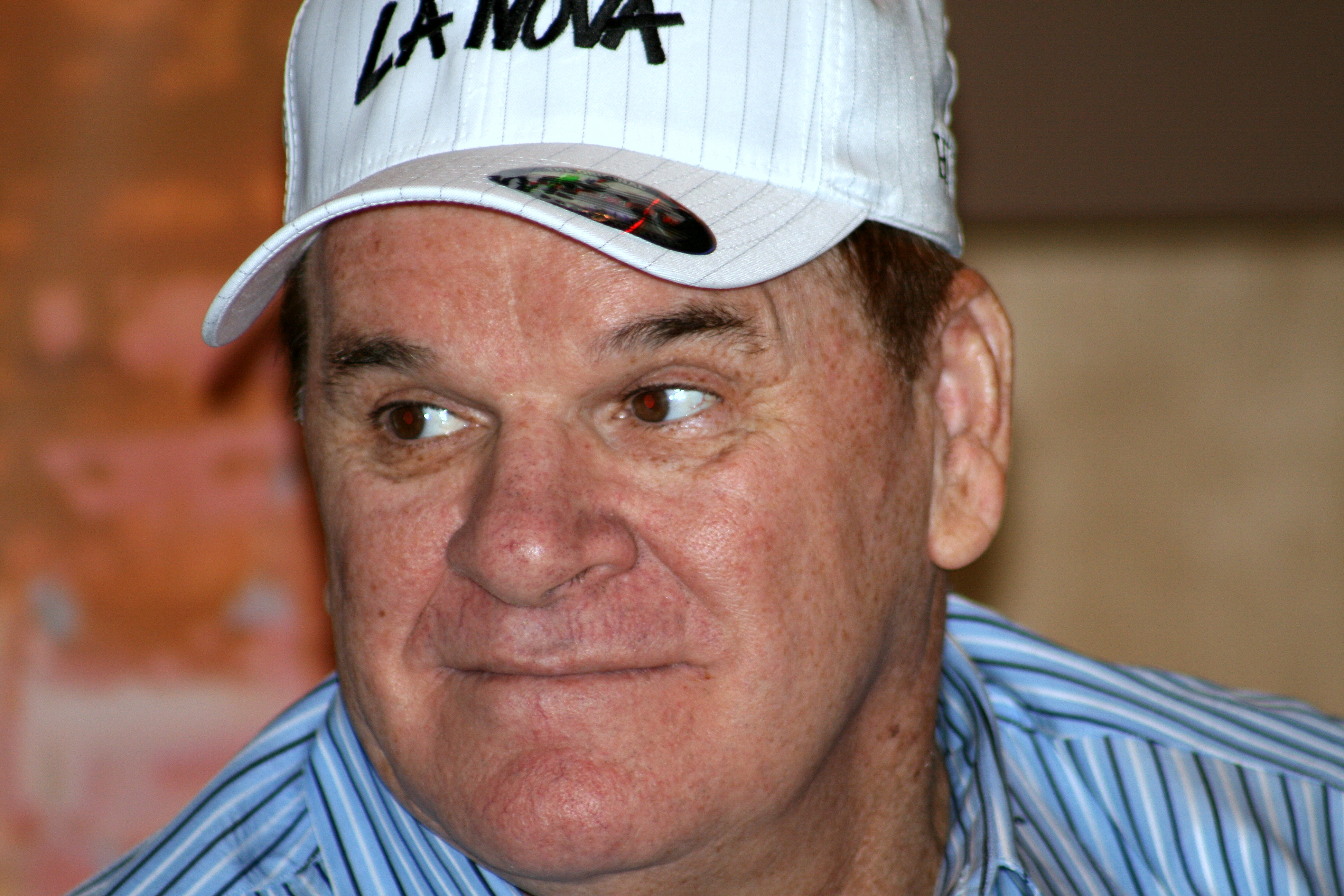
Pete Rose (2008)

Die Liste der Spieler der Major League Baseball mit mehr als 2500 Spielen ist eine Zusammenfassung der Major-League-Baseball-Spieler, die in ihrer Karriere an mehr als 2500 Spielen der Liga teilnahmen. Gegenwärtig besteht die Aufzählung aus 54 Spielern.
Der Spitzenreiter der Liste ist Pete Rose mit 3562 Spielen. Sein Debüt gab der damals 21-jährige Rose für die Cincinnati Reds am 8. April 1963 bei einem Auswärtssieg (2:5) gegen die Pittsburgh Pirates vor 28.896 Besuchern. Zum Ende seiner Karriere kehrte Peter „Pete“ Rose, nachdem er zwischenzeitlich bei den Philadelphia Phillies (1979–1983) und den Montreal Expos (1984) war, zu den Cincinnati Reds zurück. Sein letztes Spiel bestritt Rose am 17. August 1986 im Alter von 45 Jahren. In dem Heimspiel unterlag man vor 27.175 Zuschauern den San Diego Padres mit 5:9.
Der Zweitplatzierte Carl Yastrzemski ist der Spieler mit den meisten Spielen für ein Team. Vom 11. April 1962 bei einer 2:5-Heimniederlage der Boston Red Sox vor 10.277 Besuchern im Fenway Park gegen die Kansas City Athletics bis zum 2. Oktober 1983, als die Red Sox die Cleveland Indians zu Hause mit 3:1 vor 33.491 Zuschauern schlugen, absolvierte Carl „Yaz“ Yastrzemski in seiner Karriere 3308 Spiele für die Boston Red Sox.

## Erläuterungen zur Liste
- Stand der Liste: 19. Mai 2015
- Die Spieler, deren Name fett geschrieben ist, sind noch aktiv. Momentan ist dies der Spieler Alex Rodríguez (New York Yankees).
- Unter Position(en) befinden sich die Spielfeldpositionen, auf denen der Spieler hauptsächlich eingesetzt wurde.
- Unter Aktiv sind die Jahreszahlen angegeben, wann der Spieler sein erstes und sein letztes Spiel in der MLB machte.
- Unter Teams und Spiele sind die Mannschaften absteigend nach den Einsätzen des Spielers angegeben. Manche Spieler waren mehr als einmal bei einem Team unter Vertrag. Hier wurde die Anzahl der Spiele zusammengezählt.
- Unter Quellen sind die Statistik der Spieler der englischen Internetseiten der MLB und baseball-reference.com angegeben.
- Bei Spielzahlgleichstand sind die Spieler alphabetisch sortiert angegeben.
- In der Liste von baseball-reference.com wird Cap Anson mit 2524 Spielen angegeben.[3] In der offiziellen Statistik der MLB kommt Anson nur auf 2276 Einsätze.[4]

| Platz | Spieler           | Position(en) | Spiele | Aktiv     | Teams und Spiele | Quellen |
| ----- | ----------------- | ------------ | ------ | --------- | --- | ------- |
| 1     | Pete Rose         | OF, 1B, 3B   | 3562   | 1963–1986 | Cincinnati Reds (2722) Philadelphia Phillies (745) Montreal Expos (95) | 1, 2    |
| 2     | Carl Yastrzemski  | LF, 1B       | 3308   | 1961–1983 | Boston Red Sox (3308) | 1, 2    |
| 3     | Hank Aaron        | RF, 1B       | 3298   | 1954–1976 | Milwaukee / Atlanta Braves (3076) Milwaukee Brewers (222) | 1, 2    |
| 4     | Rickey Henderson  | LF           | 3081   | 1979–2003 | Oakland Athletics (1704) New York Yankees (596) San Diego Padres (359) New York Mets (152) Seattle Mariners (92) Boston Red Sox (72) Toronto Blue Jays (44) Anaheim Angels (32) Los Angeles Dodgers (30)     | 1, 2    |
| 5     | Ty Cobb           | CF           | 3035   | 1905–1928 | Detroit Tigers (2806) Philadelphia Athletics (229) | 1, 2    |
| 6     | Eddie Murray      | 1B           | 3026   | 1977–1997 | Baltimore Orioles (1884) Los Angeles Dodgers (477) New York Mets (310) Cleveland Indians (309) Anaheim Angels (46)                                                                                           | 1, 2    |
| 6     | Stan Musial       | OF, 1B       | 3026   | 1941–1963 | St. Louis Cardinals (3026) | 1, 2    |
| 8     | Cal Ripken, Jr.   | SS, 3B       | 3001   | 1981–2001 | Baltimore Orioles (3001) | 1, 2    |
| 9     | Willie Mays       | CF           | 2992   | 1951–1973 | New York / San Francisco Giants (2857) New York Mets (135) | 1, 2    |
| 10    | Barry Bonds       | LF           | 2986   | 1986–2007 | San Francisco Giants (1976) Pittsburgh Pirates (1010) | 1, 2    |
| 11    | Dave Winfield     | RF           | 2973   | 1973–1995 | New York Yankees (1172) San Diego Padres (1117) California Angels (262) Minnesota Twins (220) Toronto Blue Jays (156) Cleveland Indians (46)                                                                 | 1, 2    |
| 12    | Omar Vizquel      | SS, 1B       | 2968   | 1989–2012 | Cleveland Indians (1478) Seattle Mariners (660) San Francisco Giants (542) Chicago White Sox (166) Texas Rangers (62) Toronto Blue Jays (60)                                                                 | 1, 2    |
| 13    | Rusty Staub       | RF, 1B       | 2951   | 1963–1985 | New York Mets (942) Houston Colt .45s / Astros (833) Montreal Expos (518) Detroit Tigers (549) Texas Rangers (109)                                                                                           | 1, 2    |
| 14    | Brooks Robinson   | 3B           | 2896   | 1955–1977 | Baltimore Orioles (2896) | 1, 2    |
| 15    | Robin Yount       | SS, CF       | 2856   | 1974–1993 | Milwaukee Brewers (2856) | 1, 2    |
| 16    | Craig Biggio      | 2B, C, OF    | 2850   | 1988–2007 | Houston Astros (2850) | 1, 2    |
| 17    | Al Kaline         | RF, 1B       | 2834   | 1953–1974 | Detroit Tigers (2834) | 1, 2    |
| 18    | Rafael Palmeiro   | 1B, LF       | 2831   | 1986–2005 | Texas Rangers (1573) Baltimore Orioles (1000) Chicago Cubs (258) | 1, 2    |
| 19    | Harold Baines     | DH, RF       | 2830   | 1980–2001 | Chicago White Sox (1670) Baltimore Orioles (666) Oakland Athletics (313) Texas Rangers (153) Cleveland Indians (28)                                                                                          | 1, 2    |
| 20    | Eddie Collins     | 2B           | 2826   | 1906–1930 | Chicago White Sox (1670) Philadelphia Athletics (1156) | 1, 2    |
| 21    | Reggie Jackson    | RF           | 2820   | 1967–1987 | Kansas City / Oakland Athletics (1346) California Angels (687) New York Yankees (653) Baltimore Orioles (134)                                                                                                | 1, 2    |
| 22    | Frank Robinson    | OF, 1B       | 2808   | 1956–1976 | Cincinnati Reds (1502) Baltimore Orioles (827) California Angels (276) Los Angeles Dodgers (103) Cleveland Indians (100)                                                                                     | 1, 2    |
| 23    | Honus Wagner      | SS, RF, 1B   | 2792   | 1897–1917 | Pittsburgh Pirates (2433) Louisville Colonels (359) | 1, 2    |
| 24    | Tris Speaker      | CF           | 2789   | 1907–1928 | Cleveland Indians (1519) Boston Americans / Red Sox (1065) Washington Senators (141) Philadelphia Athletics (64)                                                                                             | 1, 2    |
| 25    | Tony Pérez        | 1B, 3B       | 2777   | 1964–1986 | Cincinnati Reds (1948) Montreal Expos (434) Boston Red Sox (304) Philadelphia Phillies (91) | 1, 2    |
| 26    | Derek Jeter       | SS           | 2747   | 1995–2014 | New York Yankees (2747) | 1, 2    |
| 27    | Mel Ott           | RF, 3B       | 2730   | 1926–1947 | New York Giants (2730) | 1, 2    |
| 28    | George Brett      | 3B, 1B       | 2707   | 1973–1993 | Kansas City Royals (2707) | 1, 2    |
| 29    | Graig Nettles     | 3B           | 2700   | 1967–1988 | New York Yankees (1535) Cleveland Indians (465) San Diego Padres (387) Minnesota Twins (121) Atlanta Braves (112) Montreal Expos (80)                                                                        | 1, 2    |
| 30    | Darrell Evans     | 3B, 1B       | 2687   | 1969–1989 | San Francisco Giants (1094) Atlanta Braves (866) Detroit Tigers (727) | 1, 2    |
| 31    | Paul Molitor      | DH, 3B, 2B   | 2683   | 1978–1998 | Milwaukee Brewers (1856) Minnesota Twins (422) Toronto Blue Jays (405) | 1, 2    |
| 32    | Ken Griffey, Jr.  | CF           | 2671   | 1989–2010 | Seattle Mariners (1685) Cincinnati Reds (945) Chicago White Sox (41) | 1, 2    |
| 33    | Rabbit Maranville | SS, 2B       | 2670   | 1912–1935 | Boston Braves (1795) Pittsburgh Pirates (601) St. Louis Cardinals (121) Brooklyn Robins (78) Chicago Cubs (75)                                                                                               | 1, 2    |
| 34    | Joe Morgan        | 2B           | 2649   | 1963–1984 | Cincinnati Reds (1154) Houston Colt .45s / Astros (1032) San Francisco Giants (224) Philadelphia Phillies (123) Oakland Athletics (116)                                                                      | 1, 2    |
| 35    | Andre Dawson      | OF           | 2627   | 1976–1996 | Montreal Expos (1443) Chicago Cubs (867) Boston Red Sox (196) Florida Marlins (121) | 1, 2    |
| 36    | Lou Brock         | LF           | 2616   | 1961–1979 | St. Louis Cardinals (2289) Chicago Cubs (327) | 1, 2    |
| 37    | Dwight Evans      | RF, 1B       | 2606   | 1972–1991 | Boston Red Sox (2505) Baltimore Orioles (101) | 1, 2    |
| 38    | Alex Rodríguez    | SS, 1B       | 2604   | seit 1994 | New York Yankees (1329) Seattle Mariners (790) Texas Rangers (485) | 1, 2    |
| 39    | Luis Aparicio     | SS           | 2599   | 1956–1973 | Chicago White Sox (1511) Baltimore Orioles (721) Boston Red Sox (367) | 1, 2    |
| 40    | Luis Gonzalez     | LF           | 2591   | 1990–2008 | Arizona Diamondbacks (1194) Houston Astros (745) Chicago Cubs (223) Detroit Tigers (154) Los Angeles Dodgers (139) Florida Marlins (136)                                                                     | 1, 2    |
| 41    | Willie McCovey    | 1B, LF       | 2588   | 1959–1980 | San Francisco Giants (2256) San Diego Padres (321) Oakland Athletics (11) | 1, 2    |
| 42    | Steve Finley      | CF           | 2583   | 1989–2007 | Arizona Diamondbacks (849) San Diego Padres (602) Houston Astros (557) Baltimore Orioles (223) San Francisco Giants (139) Los Angeles Angels of Anaheim (112) Los Angeles Dodgers (58) Colorado Rockies (43) | 1, 2    |
| 43    | Gary Sheffield    | RF, 3B, SS   | 2576   | 1988–2009 | Florida Marlins (558) Los Angeles Dodgers (526) New York Yankees (347) Milwaukee Brewers (294) Atlanta Braves (290) Detroit Tigers (247) San Diego Padres (214) New York Mets (100)                          | 1, 2    |
| 44    | Ozzie Smith       | SS           | 2573   | 1978–1996 | St. Louis Cardinals (1990) San Diego Padres (583) | 1, 2    |
| 45    | Paul Waner        | RF           | 2549   | 1926–1945 | Pittsburgh Pirates (2154) Boston Braves (209) Brooklyn Dodgers (176) New York Yankees (10) | 1, 2    |
| 46    | Iván Rodríguez    | C            | 2543   | 1991–2011 | Texas Rangers (1507) Detroit Tigers (611) Washington Nationals (155) Florida Marlins (144) Houston Astros (93) New York Yankees (33)                                                                         | 1, 2    |
| 46    | Jim Thome         | 1B, DH, 3B   | 2543   | 1991–2012 | Cleveland Indians (1399) Chicago White Sox (529) Philadelphia Phillies (391) Minnesota Twins (179) Baltimore Orioles (28) Los Angeles Dodgers (17)                                                           | 1, 2    |
| 48    | Ernie Banks       | 1B, SS       | 2528   | 1953–1971 | Chicago Cubs (2528) | 1, 2    |
| 49    | Julio Franco      | SS, 2B, 1B   | 2527   | 1982–2007 | Cleveland Indians (1088) Texas Rangers (632) Atlanta Braves (501) New York Mets (135) Chicago White Sox (112) Milwaukee Brewers (42) Philadelphia Phillies (16) Tampa Bay Devil Rays (1)                     | 1, 2    |
| 50    | Bill Buckner      | 1B, LF       | 2517   | 1969–1990 | Chicago Cubs (974) Los Angeles Dodgers (773) Boston Red Sox (526) Kansas City Royals (168) California Angels (76)                                                                                            | 1, 2    |
| 50    | Sam Crawford      | RF, 1B       | 2517   | 1899–1917 | Detroit Tigers (2114) Cincinnati Reds (403) | 1, 2    |
| 52    | Gary Gaetti       | 3B, 1B       | 2507   | 1981–2000 | Minnesota Twins (1361) St. Louis Cardinals (380) Kansas City Royals (309) California Angels (302) Chicago Cubs (150) Boston Red Sox (5)                                                                      | 1, 2    |
| 53    | Babe Ruth         | OF, P        | 2503   | 1914–1935 | New York Yankees (2084) Boston Red Sox (391) Boston Braves (28) | 1, 2    |
| 54    | Tim Raines        | LF           | 2502   | 1979–2002 | Montreal Expos (1452) Chicago White Sox (648) New York Yankees (242) Florida Marlins (98) Oakland Athletics (58) Baltimore Orioles (4)                                                                       | 1, 2    |